# Ailurus styani
Ailurus styani is een middelgroot zoogdier uit het geslacht van de kleine panda's (Ailurus) dat voorkomt in het zuiden van China in het westelijke bergachtige deel van Sichuan en het noorden van Yunnan. Het is vernoemd naar de Britse theehandelaar en natuuronderzoeker Frederick William Styan (1838–1934), die de vacht en de schedel verzamelde van het eerste exemplaar dat in 1897 voor de wetenschap beschikbaar werd gesteld.

## Uiterlijke kenmerken
Beide soorten kleine panda's bereiken een kop- en romplengte tussen de 50 en iets meer dan 70 cm, hebben een ongeveer 30 tot 50 cm lange staart en bereiken een gewicht van drie tot zes kilogram. Het hoofd is rond, de snuit is kort. De rugvacht is kastanjebruin, de buik, voor- en achterpoten zijn zwart. De voetzolen zijn behaard. De vrouwtjes hebben acht spenen. Ailurus styani heeft een aanzienlijk grotere schedel met een meer gewelfd voorhoofd, een bredere jukbeenboog en sterkere tanden dan de westelijke kleine panda (Ailurus fulgens). De vacht is iets donkerder en de wintervacht is langer (tot 70,5 mm versus 40-50 mm). De ringen op de staart zijn meer uitgesproken en het gezicht is roder met kleinere witte vlekken dan bij de westelijke kleine panda. 

## Habitat en leefwijze

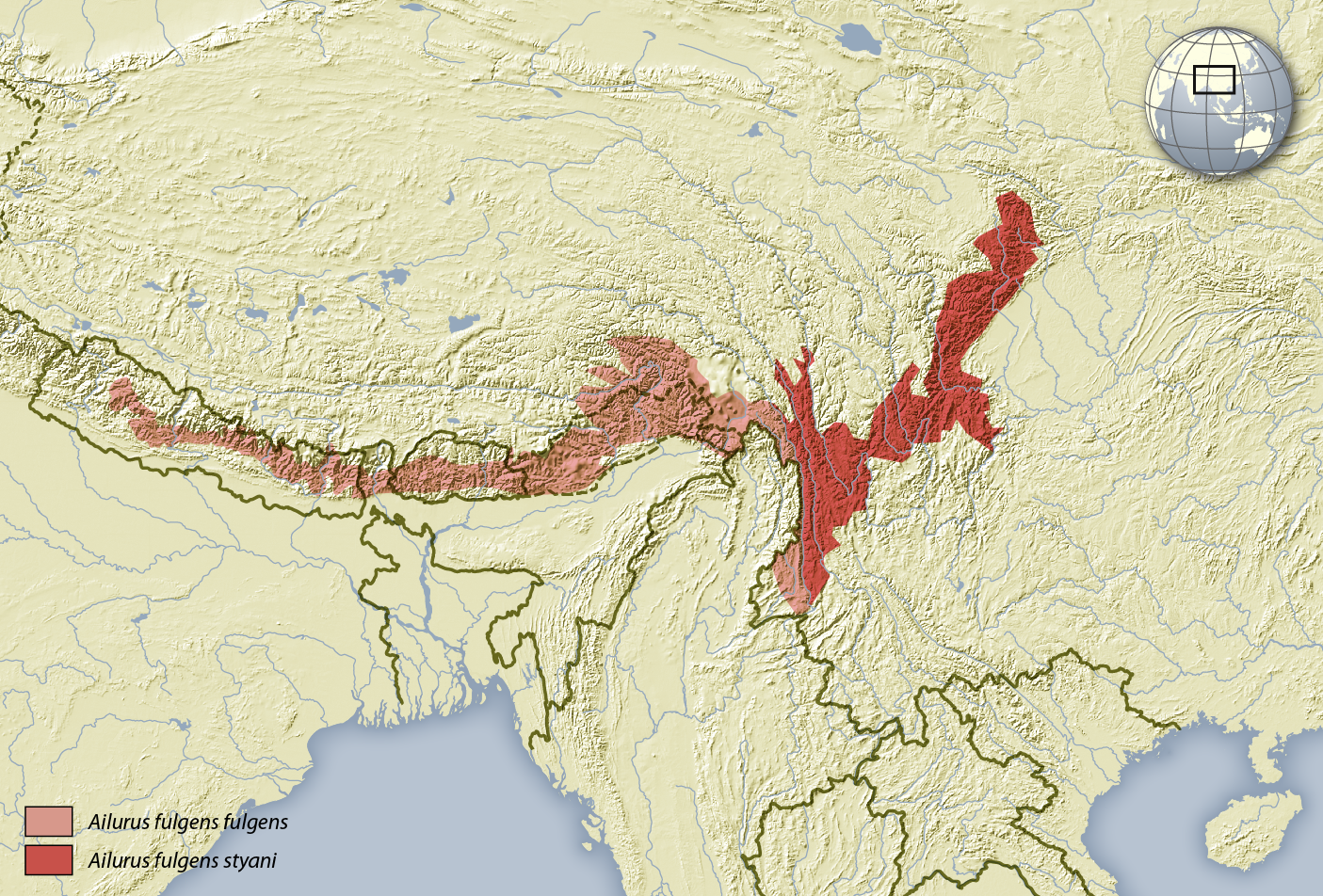
Het verspreidingsgebied van de westelijke rode panda (lichtrood) en Ailurus styani (donkerrood)

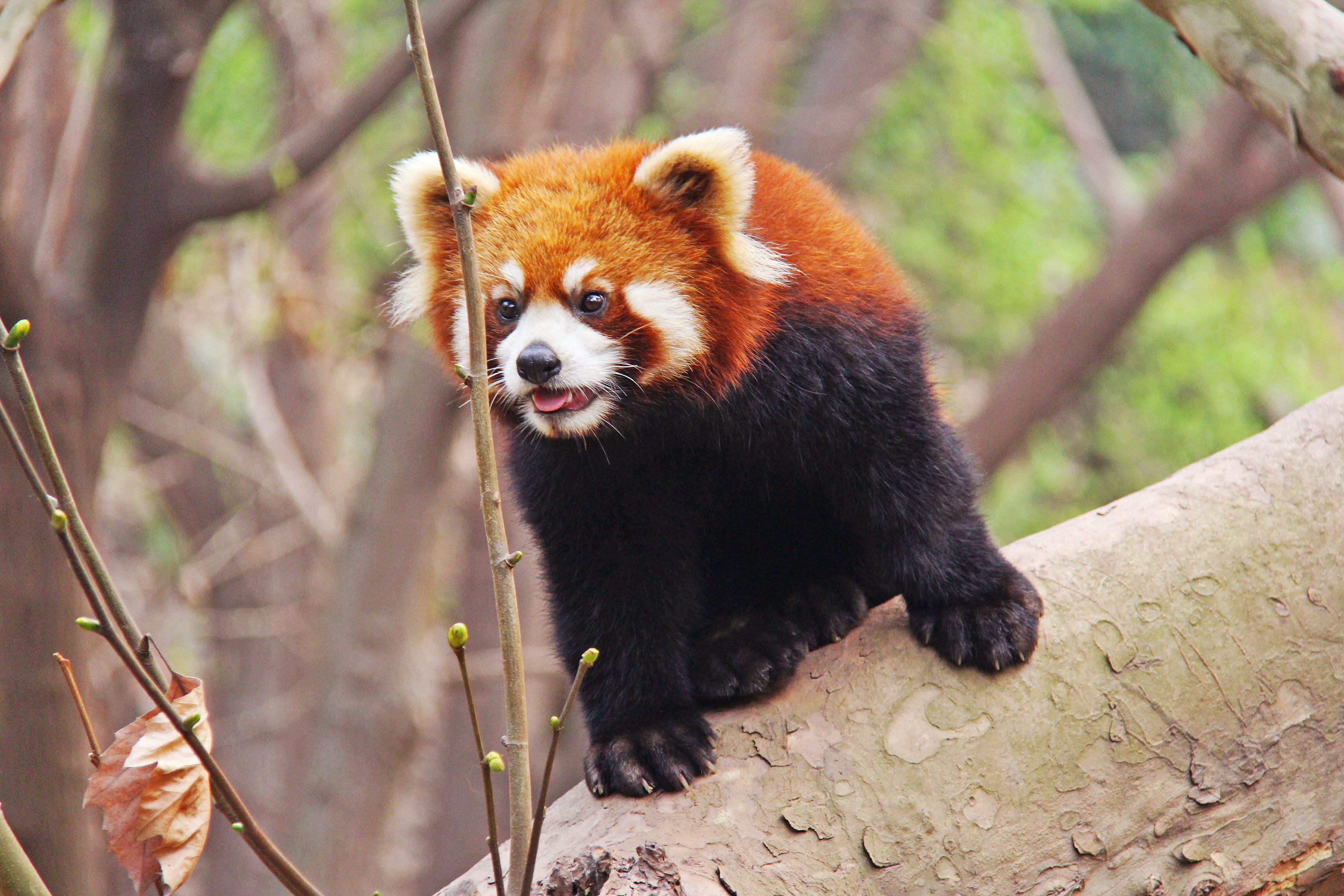
Ailurus styani

De soort wordt aangetroffen in Sichuan en Yunnan in gematigde bossen op een hoogte van 1500 tot 4800 meter. Vanwege de noord-zuidoriëntatie van de bergen in Sichuan en Yunnan is het leefgebied erg regenachtig. Beuken (Fagus), groenblijvende eiken (ondergeslacht Cerris, sectie Cyclobalanopsis) en walnootbomen (Juglans) zijn de dominante bomen in de bossen waarin de soort leeft. In het dichte struikgewas bevinden zich talloze bamboestruiken en omgevallen bomen, stronken en struiken waardoor dieren kunnen klimmen om de bladeren van de bamboe te bereiken. Andere zoogdieren die voorkomen in het leefgebied van Ailurus styani zijn de gevlekte vliegende eekhoorn, de rode hond, de kraagbeer, de gevlekte marter en het luipaard. De reuzenpanda komt ook voor in het noorden van het verspreidingsgebied. Onder de vogels zijn fazanten, lijsters en vliegenvangers in grote aantallen vertegenwoordigd.
In het Wolong Natuurreservaat en het Fengtongzhai Nationaal Natuurreservaat direct in het noorden waren de territoria van  individuen van deze soort 0,94 tot 3,43 km² groot en de afstand die de dieren dagelijks aflegden lag tussen 235 en 461 meter. Bamboe is het hoofdvoedsel van de panda's. De belangrijkste bamboesoorten voor voeding komen uit de geslachten Chimonocalamus, Phyllostachys en Thamnocalamus. Bamboesoorten met een hoog gehalte aan voedingsstoffen, bijvoorbeeld de Chinese bergbamboe (Arundinaria fargesii) of Chimonobambusa tumidissinoda en jonge scheuten hebben de voorkeur. Korstmossen, wortels, kleine gewervelde dieren, vogeleieren en insecten worden ook geconsumeerd.

## Taxonomie
Ailurus styani werd voor het eerst wetenschappelijk beschreven door Oldfield Thomas in 1902 als een ondersoort van de kleine panda (Ailurus fulgens). Het holotype is een volwassen mannetje wiens vacht en schedel in juni 1897 in het noordwesten van Sichuan werden verzameld door FW Styan. De Brits-Australische zoogdierkundige Colin Groves behandelde Ailurus styani en de westelijke kleine panda als twee verschillende soorten in een monografie uit 2010 over rode panda's. In februari 2020 pleitte een groep Chinese wetenschappers ervoor om de kleine panda (Ailurus fulgens) en Ailurus styani de status van afzonderlijke soorten te geven. De twee soorten zijn ongeveer 220.000 jaar geleden van elkaar geïsoleerd geraakt als gevolg van ijstijden in de voorlaatste ijstijd (Saale-ijstijd in Europa) en kunnen zowel genetisch als morfologisch en in hun kleur van elkaar worden onderscheiden. De grens tussen de verspreidingsgebieden van beide soorten zou de Brahmaputra-rivier of de bergrivier Saluen kunnen zijn.

## Bedreiging
De populatie van Ailurus styani in China daalde tussen 1960 en 2009 met ongeveer 40% daalde en de soort verdween uit de provincies Guizhou, Gansu, Shaanxi en Qinghai . De reden hiervoor was het verlies en de fragmentatie van het leefgebied als gevolg van ontbossing, wegenaanleg en bosbranden, maar ook stroperij. In sommige delen van China maakte de lokale bevolking hoeden van de vacht van dieren, die werden beschouwd als een geluksbrenger voor pas getrouwde stellen. In het resterende leefgebied in China komt Ailurus styani voor in 43 beschermde gebieden en is de soort ook wettelijk beschermd.